# История почты и почтовых марок Ломбардо-Венецианского королевства
История почты и почтовых марок Ломбардо-Венецианского королевства соответствует периоду существования этого королевства в составе Австрийской империи на территории Ломбардии и Венеции (с 1815 по 1859) и Венецианской области (с 1859 года до присоединения её к Королевству Италия в 1866 году). Для Ломбардо-Венецианского королевства, а позднее Венецианской области выпускались собственные почтовые марки (1850—1865).

## Выпуски марок

### Ломбардо-Венецианское королевство
История почты Ломбардо-Венецианского королевства, расположенного в северной и северно-восточной части Италии, начала свой отсчёт с 1815 года, когда данная административно-территориальная единица была образована в составе Австрийской империи на основе итальянских областей Ломбардия и Венеция. В связи с различием денежных систем (в Ломбардии и Венеции до 1 ноября 1858 года использовалась лира, равная 100 чентезимо) для королевства 1 июня 1850 года были выпущены марки, идентичные по рисунку австрийским (герб Австрийской империи), но с указанием номинала в чентезимо.
Однако, несмотря на твёрдый официальный курс (1 лира = 20 австрийских крейцеров), на территории королевства было выгодно использовать австрийские марки из-за колебаний валюты. Иногда марки Ломбардии и Венеции использовались в Австрии, главным образом в Триесте и Тироле. Известны, крайне редкие смешанные франкировки писем марками в обеих валютах, обычно 6 крейцеров + 15 чентезимо или 3 крейцера + 30 чентезимо. В 1851 году использование австрийских марок в Ломбардо-Венецианском королевстве было запрещено.
Существуют подделки марок первого выпуска — веронская (15 и 30 чентезимо) и миланская (15, 30 и 45 чентезимо), получившие название по местам использования и, очевидно, изготовления. Веронская фальшивка была отпечатана способом металлографии (гравюра на меди), а миланская — ксилографией. Веронская фальшивка использовалась в мае — декабре 1853 года. Она встречается в негашёном виде, так как фальсификатор был арестован и его запасы конфискованы. В Милане фальшивые марки использовались с октября 1857 по июль 1858 года.
В связи с изменением денежной единицы 1 ноября 1858 года была эмитирована серия марок с профильным портретом Франца Иосифа I и номиналами в новой валюте — Сольдо. Существует значительное количество типов и разновидностей марок этой серии.
Известно большое количество новоделов марок Ломбардо-Венецианского королевства. Они печатались на белой и желтоватой бумаге различной толщины.
Всего, по данным Л. Л. Лепешинского, с 1850 по 1859 год на территории королевства было издано 11 почтовых марок. В июле 1859 года Ломбардия перешла под управление Сардинского королевства. На её территории марки Ломбардо-Венецианского королевства были изъяты.

### Венецианская область
Последующие три выпуска марок с номиналом в сольдо использовались только на территории Венецианской области, оставшейся в составе Австрийской империи в качестве провинции. Последняя эмиссия марок для неё состоялась в 1864 году (по информации в каталоге «Скотт», в 1865), причём этот выпуск мог употребляться до 31 августа 1869 года. С 1863 года марки, выпущенные для Венецианской области, стали использоваться в австрийских почтовых отделениях в Османской империи. В 1866 году Венецианская область была передана Королевству Италия и выпуск марок для неё прекратился. Марки Венецианской области были изъяты из обращения 19 августа 1866 года.
В общей сложности, по сведениям Л. Л. Лепешинского, для Венецианской провинции было напечатано 12 почтовых марок (в каталоге «Скотт» их указано 13).

## Другие виды почтовых марок

### Газетные
На территории Ломбардии и Венеции применялись австрийские газетные марки, выпущенные с 1851 по 1863 год. Они были изъяты обращения в августе 1866 года. Определить территориальную принадлежность газетных марок можно только по почтовому штемпелю.

### Газетно-налоговые
Первоначально в Ломбардо-Венецианском королевстве использовались австрийские газетно-налоговые марки, вышедшие в 1853 году. В ноябре 1858 — январе 1859 года для королевства была выпущена серия из трёх газетно-налоговых марок номиналами в 1, 2 и 4 крейцера, отличавшихся от австрийских цветом.
|                                                                                    |                                                                          |                                                                          |
| Газетная марка Австрийской империи («Синий Меркурий»), погашенная штемпелем Милана | 1858: газетно-налоговая марка Ломбардо-Венецианского королевства (Mi #1) | 1850: почтово-гербовая марка Ломбардо-Венецианского королевства (Mi #6I) |

### Почтово-гербовые
В 1850 году для Ломбардо-Венецианского королевства была выпущена серия из семи почтово-гербовых марок с номиналами в чентезимо. Они были в обращении до июля 1857 года.